# Yescapa
Yescapa (anciennement JeLoueMonCampingCar) est une entreprise de location de camping-cars, fourgons et vans aménagés entre particuliers, lancée en 2012 par Benoît Panel et Adrien Pinson. L'entreprise propose aux particuliers de louer leur véhicule à d’autres particuliers lorsqu’ils ne l’utilisent pas,,,.
En octobre 2022, Yescapa propose 14 000 camping-cars, fourgons et vans aménagés en France, en Espagne, en Allemagne, au Royaume-Uni, en Italie, au Portugal, en Belgique et en Suisse. Le nombre de camping-cars, fourgons et vans aménagés proposé sur Yescapa a plus que doublé depuis 2019 (6 500 en mars 2019). 

## Historique
La société est créée en mai 2012 sous le nom JeLoueMonCampingCar. Les deux fondateurs se sont rencontrés en octobre 2011 lors du premier Startup Weekend (weekend consacré à créer une startup en 54 heures) organisé en Bretagne, au cours duquel l’idée d’un service de location camping-cars entre particuliers gagne le troisième prix. Le lancement du site internet est mis en place avec le partenariat d'un assureur, la MACIF.
La première levée de fonds de l'entreprise se fait trois ans après sa création, en février 2015, pour un montant de 550 000€.
En avril 2016, la société change de nom et JeLoueMonCampingCar devient Yescapa pour « accompagner son développement à l'international ». Yescapa déploie également son service en Allemagne, le premier marché européen du camping-car, avec Yescapa.de.
En septembre 2016, Yescapa effectue une levée de fonds de 3 000 000€ auprès du fonds d'investissement MAIF Avenir dédié aux starts-up du groupe MAIF pour accroître son développement européen. 
En août 2018, Yescapa poursuit son expansion européenne en lançant ses services en Italie et au Portugal.
En mars 2019, la société annonce le rachat d'un pionnier de la location de campings-cars entre particuliers.
En juin 2019, la société annonce le rachat de son concurrent espagnol Areavan et déploie son service en Belgique FR.
En janvier 2021, Yescapa annonce le rachat des activités de son concurrent allemand SHAREaCAMPER, ainsi que son lancement en Suisse.
En juin 2021, la société continue son développement en Belgique NL.
En octobre 2022, Yescapa met en place un réseau qui met en relation les propriétaires de véhicules de loisirs et les concessionnaires en France, Yescapa Partners,. 

## Fonctionnement
Les propriétaires de camping-cars, fourgons et vans aménagés créent leur annonce sur le site en précisant le modèle de leur véhicule, les disponibilités et les prix. Ils publient également des photos intérieures et extérieures de leur véhicule. Les personnes souhaitant partir en vacances en camping-car, fourgon ou van aménagé choisissent les dates de vacances, le véhicule qu’ils préfèrent en fonction du prix, des équipements et contactent directement le propriétaire, puis réservent en payant en ligne. Propriétaires et locataires se retrouvent ensuite le jour du départ pour remplir le contrat de location, faire un état des lieux du véhicule et pour la remise des clés.

## Données économiques
Sur la période 2017/2018, Yescapa réalise douze millions d'euros de chiffre d'affaires, sur lesquels elle prélève 12% pour frais de service. En 2016, le chiffre d'affaires peut être estimé aux alentours de huit millions dont six millions d'euros reversés aux propriétaires, soit 75% du montant. 